# 현대교통 (강원)
현대교통(現代交通)은 강원특별자치도 홍천군의 농어촌버스 회사이다.

## 연혁
- 1989년 12월 18일 : 회사 설립

## 보유 차량

#### 현대자동차
- 현대 카운티 뉴 브리즈
- 현대 그린시티
- 현대 뉴 슈퍼 에어로시티
- 현대 뉴 슈퍼 에어로시티 (개선형)